# Marie von Preußen (1579–1649)

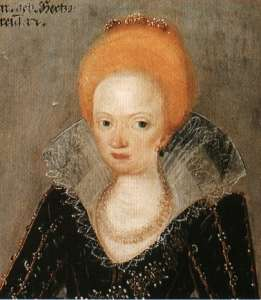
Marie von Preußen, Markgräfin von Brandenburg-Bayreuth, Gemälde von Heinrich Bollandt

Marie von Preußen (* 23. Januar 1579 in Königsberg; † 11. Februar 1649 in Bayreuth) war eine preußische Prinzessin und durch Heirat Markgräfin von Brandenburg-Bayreuth.

## Leben
Marie war die zweite Tochter des Herzogs Albrecht Friedrich von Preußen (1553–1618) aus dessen Ehe mit Marie Eleonore (1550–1608), Tochter des Herzogs Wilhelm dem Reichen von Jülich-Kleve-Berg. Die Prinzessin wuchs mit ihren Schwestern im Königsberger Schloss auf.
Sie heiratete am 29. April 1604 auf der Plassenburg den Markgrafen Christian von Brandenburg-Bayreuth (1581–1655). Da ihr Vater keinen männlichen Erben hinterließ kam es wegen der Abfindung Maries für Preußen aber auch Jülich-Kleve-Berg zu Streitigkeiten. Marie erwarb 1613 die Rittergüter Schreez und Culmberg bei Haag. Die Einkünfte benutzte sie dazu um Schloss Unternschreez als ihren Witwensitz auszubauen. Durch den Dreißigjährigen Krieg, der für Marie und ihre Familie in Franken durch Fluchten und Entbehrungen gekennzeichnet war, verfielen die Güter aber wieder.
Marie ist in der Stadtkirche Heilig Dreifaltigkeit zu Bayreuth bestattet, für die sie den Hochaltar stiftete.

## Nachkommen
Aus ihrer Ehe hatte Marie folgende Kinder:
- Elisabeth Eleonore (*/† 1606)
- Georg Friedrich (*/† 1608)
- Anna Maria (1609–1680)

⚭ 1639 Fürst Johann Anton I. von Eggenberg (1610–1649)
- Agnes Sophie (*/† 1611)
- Magdalena Sibylle (1612–1687)

⚭ 1638 Kurfürst Johann Georg II. von Sachsen (1613–1680)
- Christian Ernst (1613–1614)
- Erdmann August (1615–1651), Erbprinz von Brandenburg-Bayreuth

⚭ 1641 Prinzessin Sophie von Brandenburg-Ansbach (1614–1646), Tochter von Joachim Ernst (Brandenburg-Ansbach)
- Georg Albrecht (1619–1666), (nicht regierender) Markgraf von Brandenburg-Kulmbach (Nebenlinie)

⚭ 1. 1651 Prinzessin Marie Elisabeth von Holstein-Sonderburg-Glücksburg (1628–1664)
⚭ 2. 1665 Gräfin Sophie Marie zu Solms-Baruth (1626–1688)
- Friedrich Wilhelm (*/† 1620)